# Pseudeurostacris
Pseudeurostacris is een geslacht van rechtvleugeligen uit de familie Romaleidae. De wetenschappelijke naam van dit geslacht is voor het eerst geldig gepubliceerd in 1978 door Descamps.

## Soorten
Het geslacht Pseudeurostacris  is monotypisch en omvat slechts de volgende soort:
- Pseudeurostacris valida (Descamps, 1978)